# Juan Cordella
Juan Cordella (falecido em 1552) foi um prelado católico romano que serviu como bispo de Guardialfiera (1548 – 1552).

## Biografia
No dia 22 de março de 1548, Juan Cordella foi nomeado pelo Papa Paulo III como Bispo de Guardialfiera. Serviu como Bispo de Guardialfiera até à sua morte em 1552.